# Tindegga
Die Tindegga (norwegisch für Gipfelgrat) ist ein felsiger Gebirgskamm im ostantarktischen Königin-Maud-Land.  Am nordöstlichen Ende des Borg-Massivs ragt er unmittelbar südwestlich des Ytstenut auf.
Norwegische Kartographen, die ihn auch benannten, kartierten ihn anhand von Luftaufnahmen und Vermessungen der Norwegisch-Britisch-Schwedischen Antarktisexpedition (1949–1952) sowie Luftaufnahmen, die zwischen 1958 und 1959 bei der Dritten Norwegischen Antarktisexpedition entstanden.